# Ursula Vollbrecht

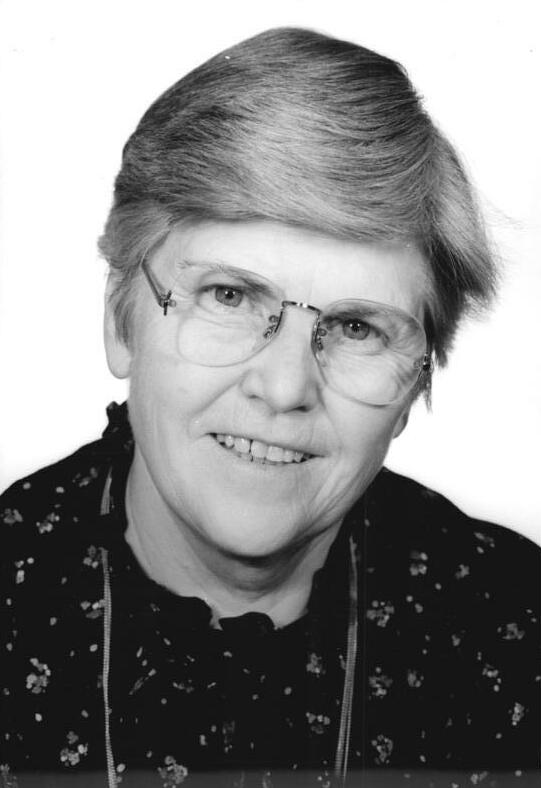
Ursula Vollbrecht (1990)

Ursula Vollbrecht (* 6. Februar 1933 in Sassenau, heute Sośno, Polen als Ursula Bettin; † 18. Februar 2017 in Potsdam) war eine deutsche Lehrerin und Politikerin (SPD). Sie gehörte 1990 der letzten Volkskammer der DDR an.

## Leben und Beruf
Vollbrecht wuchs im heutigen Polen auf, wo sie die Grundschule besuchte. Nach dem Krieg zog sie mit ihrer Familie nach Mecklenburg. Sie studierte am Institut für Lehrerbildung und war danach als Unterstufenlehrerin tätig, zunächst in Mecklenburg, später in Potsdam und zuletzt in Priort. 1989 trat sie aufgrund einer Invalidisierung in den Ruhestand. Sie lebte zuletzt in Priort (Gemeinde Wustermark), war verheiratet und Mutter von zwei Kindern.

## Politik
Vollbrecht war Mitglied der SPD. Bei der Volkskammerwahl 1990 wurde sie über Listenplatz 7 der SPD-Liste im Wahlkreis Potsdam in die Volkskammer gewählt, der sie bis zu dessen Auflösung zum 2. Oktober 1990 angehörte.